# Barbodes lindog
The Lindog (Puntius lindog) là một loài cá vây tia trong họ Cyprinidae. Nó chỉ được tìm thấy ở Philippines.